# ムセ・ハッサン・シェイハ・サイード・アブドゥレ
ムセ・ハッサン・シェイハ・サイード・アブドゥレ (ソマリ語: Muuse Xasan Sheekh Sayyid Cabdulleh, アラビア語: موسى حسن الشيخ سعيد عبد الله, 英語: Muse Hassan Sheikh Sayid Abdulle) はソマリ族の軍人、政治家。ソマリア暫定連邦政府の統治期間が終わってから、民主的に議会議長が選出されるまでの9日間、連邦議会議長兼大統領代理を務めた。

## 略歴
1939年か1940年頃に生まれた。出身氏族はダロッドのオガデン支族。1955年から1959年、首都モガディシュの高校 (Scuola Media Superiore) に在学。

### 軍歴
- 1959年 ソマリア国軍に入隊。
- 1959年–1961年 モデナ陸軍士官学校に在籍[4]。
- 1961年 少尉に昇進。
- 1961年-1963年 トリノのイタリア軍事研究所（イタリア語版）に在籍。
- 1963年 中尉に昇進。
- 1964年-1965年 モガディシュにて、大隊指揮訓練。
- 1965年 大尉に昇進。
- 1965年-1968年 ハルゲイサ戦車隊長
- 1967年 少佐に昇進。
- 1968年-1970年 チヴィタヴェッキアのイタリア陸軍戦争学校（イタリア語版）に在籍。
- 1970年 中佐に昇進。
- 1970年-1971年 ハルゲイサで陸軍第26師団の司令官となる。
- 1971年-1973年 防衛省の作戦本部長となる。
- 1973年-1976年 モハメド・シアド・バーレ大統領の軍事顧問となる。
- 1974年 大佐に昇進。
- 1976年-1979年 ローマにて駐在武官。
- 1979年-1983年 モガディシュにて調達部のメンバー。
- 1983年-1984年 モガディシュにてアフメド・グレイ軍学校の司令官。
- 1986年 ワシントンD.C.のアメリカ国家防衛大学（英語版）[5]
- 1986年 准将に昇進。
- 1986年-1989年 バイドアで陸軍第60師団の司令官となる。
- 1989年 除隊。

### 議会議長から大使に
2012年8月20日、ソマリア暫定連邦議会議長兼ソマリア暫定大統領となった。この時、アブドゥレは議会最長老の72歳だった。8月28日、モハメド・オスマン・ジャワリがソマリア内戦後初めて民主的に選ばれたソマリア連邦議会議長となり、大統領代行も兼任したため、アブドゥレは一議員に戻った。10月30日、ジブチで行われたソマリアのための人道支援ワークショップに参加。
2013年6月20日、アブドゥレはシルドン首相により、在イタリア共和国ソマリア大使に任命された。2014年3月20日にはイタリア大統領のジョルジョ・ナポリターノと会談している。